# Torneo Mercosur
El Torneo Mercosur (en portugués: Torneio Mercosul) fue un torneo de fútbol de carácter amistoso celebrado en los años 1995 y 1996. Nunca fue reconocido por la Confederación Sudamericana de Fútbol.
La edición de 1995 fue organizada por la Federación Catarinense de Fútbol, mientras que la de 1996 por un grupo de empresarios.
Aunque el nombre oficial era Copa Mercosur, se utiliza el término Torneo Mercosur para diferenciarlo de la Copa Mercosur, la cual se disputó entre 1998 y 2001 y no tiene relación alguna con este torneo.

## Palmarés

### Campeones
| N.º | Año  | Campeón       | Subcampeón           |
| --- | ---- | ------------- | -------------------- |
| I   | 1995 | Figueirense   | Joinville            |
| II  | 1996 | Internacional | Universidad Católica |

### Títulos por club
| Club                 | Campeón | Subcampeón |
| -------------------- | ------- | ---------- |
| Figueirense          | 1       | 0          |
| Internacional        | 1       | 0          |
| Joinville            | 0       | 1          |
| Universidad Católica | 0       | 1          |

### Títulos por país
| Club   | Títulos | Subcampeonatos |
| ------ | ------- | -------------- |
| Brasil | 2       | 1              |
| Chile  | 0       | 1              |